# (14573) Montebugnoli
(14573) Montebugnoli (1998 QD55) – planetoida z pasa głównego asteroid okrążająca Słońce w ciągu 3,52 lat w średniej odległości 2,31 j.a. Odkryta 27 sierpnia 1998 roku.